# Tretji zakon termodinamike
Tretji zakon termodinamike ali Nernstov zakon pravi, da je pri ničelni absolutni temperaturi, entropija kapljevinskega ali trdnega telesa enaka nič. Zakon je aksiom narave in pomeni, da absolutne ničle ni mogoče doseči. Entropija termodinamskega sistema v ničelnem stanju je dobro definirana konstanta.
Zakon je med letoma 1906 in 1912 razvil Walther Hermann Nernst, zato ga včasih imenujejo po njem.